# Kočka v nás
Kočka v nás (v anglickém originále The Cat Inside) je kniha amerického spisovatele Williama Sewarda Burroughse, ve které autor vyjadřuje svou lásku ke kočkám a vzpomíná na různé kočky ze svého života. Knihu původně vydalo v limitovaném počtu nakladatelství Grenfell Press. Do širší distribuce se dostalo až nové vydání z roku 1992, které vydalo nakladatelství Viking Press. Do češtiny knihu přeložil Martin Šilar a vydalo ji nakladatelství Volvox Globator v edici Arkáda v roce 2002. Dvě části knihy (Kill the Badger! a Warning to Young Couples) Burroughs načetl pro vydání na hudebních albech Dead City Radio (1990) a Spare Ass Annie and Other Tales (1993).